# BRISK Recorder Quartet Amsterdam
BRISK Recorder Quartet Amsterdam was een Nederlands blokfluitkwartet, dat van 1986 tot en met 2023 actief was.

## Samenstelling van het ensemble
1986 tot 1992Bert Honig, Saskia Ouwehand, Alide Verheij en Jantien Westerveld
1992 tot 2004Marjan Banis, Bert Honig, Alide Verheij en Jantien Westerveld
2004 tot 2014Marjan Banis, Saskia Coolen, Bert Honig en Alide Verheij
2014 tot 2023Marjan Banis, Susanna Borsch, Bert Honig en Alide Verheij
Alle leden van het kwartet studeerden in Amsterdam bij Walter van Hauwe, Kees Boeke en Marijke Miessen. Als kwartet hadden zij in de beginjaren ook lessen van Frans Brüggen en coaching van Harry Sparnaay over de aanpak van hedendaagse muziek.

## Biografie
BRISK betekent levendig en wakker. “De genadeklap voor het imago van braafheid van de blokfluit”, schreef een recensent ooit over BRISK. Variatie in stijl en sfeer, virtuositeit en luchtigheid, waren de ingrediënten voor een concert van BRISK. De pers prees het spelplezier, de virtuositeit en de prachtige hechte klank van het ensemble. Sinds de oprichting in 1986 gaf BRISK talloze concerten op podia en festivals van naam in vele Europese landen, Canada en Noord- en Zuid-Amerika. BRISK maakte radio- en tv-opnamen in Nederland en in het buitenland, en is op zeventien zeer goed ontvangen cd’s te beluisteren.

## Programmering en samenwerkingen
Met een gedurfde programmering van oude en hedendaagse muziek verkende het ensemble voortdurend de grenzen van het repertoire. BRISK werkte vaak samen met collega-musici, en met kunstenaars uit andere disciplines zoals acteurs, regisseurs, tekstschrijvers en filmers. 
BRISK maakte naam door de levendige vertolkingen van oude muziek, de zoektocht naar onbekend repertoire en de vele bewerkingen die het ensemble maakte in de traditie van het instrument. Het kwartet werkte onder meer samen met Amaryllis Dieltiens, Michael Chance, Marcel Beekman, Johannette Zomer, Maarten Koningsberger, het Egidius Kwartet, het Gesualdo Consort, Bernard Winsemius, Leo van Doeselaar, Rainer Zipperling, Mike Fentross en Camerata Trajectina. 
Tot de lange lijst van componisten die voor het kwartet schreven, horen Martijn Padding, Mayke Nas, Hans Koolmees, Calliope Tsoupaki, Bart Visman, Klaas de Vries, Kate Moore, Roderik de Man en vele anderen. In BRISK-programma’s met oude muziek klonk vaak nieuw werk als commentaar of contrast. BRISK gaf regelmatig concerten met specialisten in de hedendaagse muziek zoals pianiste Tomoko Mukaiyama, componist en improvisator Guus Janssen, zangeres Greetje Bijma en slagwerker Ramon Lormans. 

## Ontvangst
“Enticing, technical excellence and innovative programming”, schreef de American Record Guide over BRISK.

## Jeugdvoorstellingen
Aanvankelijk samen met de educatieve dienst van het Noordhollands Philharmonisch Orkest, en later in eigen productie maakte het ensemble een aantal zeer succesvolle jeugdvoorstellingen: 
- Het mooiste lied – een collage van blokfluitmuziek over vogels met als acteur achtereenvolgens Patty Pontier, Jacqueline de Groot en Hans Daalder / regie Pieter van Empelen
- Van Aap tot Zet – tekst van Mensje van Keulen en muziek van Caroline Ansink met harpiste Mariska Pool en als acteur achtereenvolgens Jacqueline de Groot en Hans Daalder / regie Pieter van Empelen
- Groeten uit Zee – tekst van Joke van Leeuwen en muziek van Willem Wander van Nieuwkerk met actrice Maureen Parinussa / regie David Prins / kostuums Claudy Jongstra
- Speel Goed – een collage van muziek van Bach en een nieuw liedje van Henny Vrienten met acteurs Porgy Franssen en Bart Kiene / regie Jetse Batelaan
- Blik – een voorstelling met muziek van Timucin Sahin, Arnold Veeman, Roderik de Man, Roy Kuschel en Willem Wander van Nieuwkerk bij films van Marcel Prins, Ellen Blom, Oerd van Cuijlenborg, Dick Tuinder en Anne de Clercq / regie en vormgeving Bart Kiene en Peter Oskam
- Meneer Zwoei – een collage van muziek van Vivaldi en Michiel Mensingh met acteur Hans Thissen / regie Marc Krone
- Druk Werk – een collage van muziek van Telemann, Rossini, Tsjaikovski en Toek Numan met de stemmen van acteur Rogier in ’t Hout en bariton Martijn Cornet / vormgeving Sophie van Boven / regie Gienke Deuten
- Hoedje – een collage van muziek van Ravel, Mancini, Juan Felipe Waller en Walther Stuhlmacher met actrice Kiki Heessels / regie Hans Thissen

## Instrumenten
Het kwartet had een uitgebreid instrumentarium, dat door intensieve contacten met blokfluitbouwers uit de hele wereld voortdurend in ontwikkeling was. Daar waren onder meer consortinstrumenten bij van Adrian Brown en Peter van de Poel, en barokinstrumenten van Friedrich von Huene. Daarmee konden composities uit de renaissance, de barok, de 20e en de 21e eeuw elk in hun eigen stemming en klankkleur worden uitgevoerd.

## Bladmuziekserie
Vanaf 2025 zal bij uitgeverij Tre Fontane uit Münster een bladmuziekserie gaan verschijnen onder de titel The BRISK Legacy. Daarin zullen speciaal voor BRISK geschreven stukken worden opgenomen, maar ook een aantal eigen arrangementen en bewerkingen van BRISK. Het is de bedoeling in samenwerking met Heida Vissing van Tre Fontane twee uitgaven per jaar te gaan uitbrengen.

## Eerder verschenen bladmuziek

### Bij Tre Fontane
- Michiel Mensingh – Oh, I’m sorry, did I break your concentration? / vier blokfluiten en piano (2005)
- Huba de Graaff – The Brisk frog project / vier blokfluiten en tape (2006)
- Willem Wander van Nieuwkerk – Bridal Kiss (2012)

### BijDonemus
- Caroline Ansink – Quartetto (1990)
- Caroline Ansink – Van Aap tot Zet / vier blokfluiten, harp en verteller (1991)
- Martijn Padding – In Pairs (1991)
- Ron Ford – Sequentia (1996)
- Fons Brouwer – Mnajdra (1997)
- Vanessa Lann – In the moment / vier blokfluiten en elektronica (1997)
- Daan Manneke – La flûte de Pan / vier blokfluiten en vocaal kwartet (2000)
- Hans Koolmees – Trapped / vier blokfluiten en slagwerk (2010)

### Bij Ascolta Music
- Willem Wander van Nieuwkerk – Quartet (1991)
- Calliope Tsoupaki – Aerinon (1996)
- Willem Wander van Nieuwkerk – Theatre Tango (1996)
- Theo Abazis – Johnny Buy (1999)
- Roderik de Man – Leonardo’s Flying Machine (1999)
- Calliope Tsoupaki – 2000 & 1 (1999)
- Sinta Wullur – Varia 2000 (2000)
- Guus Janssen – Rahoe (2006)
- Calliope Tsoupaki – Estampida (2006)
- Willem Wander van Nieuwkerk – Catch (an angel) (2006)

### Bij Deuss Music
- Theo Verbey – Fandango (1998)
- Rob Zuidam – Méditations sur la liberté et l’égalité (2011)
- Toek Numan – Prelude (2015)
- Toek Numan – Caccia (2015)

## Discografie
- 1994 The Sacred Organ’s Praise / Erasmus WVH 125 Bewerkingen en transcripties van orgelwerken van Sweelinck, Frescobaldi, Scheidt, de Cabézon, en Trabaci.
- 1997 Music of the Spheres / Globe 5163 BRISK en Maarten Koningsberger, bariton en Mike Fentross, luit. Engelse Consort-songs en instrumentale muziek uit de late 16e eeuw. Werken van Byrd, Nicholson, Strogers, Dowland, Wigthorpe en Bennet.
- 2001 The King’s Private Musick / Christophorus 77239 Consort-muziek van Engelse hofcomponisten uit de 17e eeuw. Werken van Jenkins, Locke, Purcell, Coprario, Ferrabosco, Lupo en Gibbons.
- 2005 Jacob Obrecht / Globe Camerata Trajectina, La Caccia en BRISK. Instrumentaal en vocaal werk van Obrecht.
- 2006 Schein & Scheidt / Globe 5214 BRISK en Susanne Braumann, viola da gamba en Bernard Winsemius, orgel. Muziek uit de bundels Venuskränzlein en Banchetto Musicale van Schein en Ludi Musici en Tabulatura nova van Scheidt.
- 2006 Vintage / Globe 5220 BRISK en Tomoko Mukaiyama, piano en het Egidius Kwartet. Nieuw werk van Ron Ford, Bart Visman, Theo Abazis, Guus Janssen, Daan Manneke, Huba de Graaff, Calliope Tsoupaki, Michiel Mensingh en Willem Wander van Nieuwkerk.
- 2007 The Domestication of the Animal World and other Consort music from the 16th and 17th century / Globe 5228BRISK en Susanne Braumann en Rainer Zipperling, viola da gamba. Muziek van Brade, Byrd, Bevin, Ashton en Tye. Dit is een cd in combinatie met dvd met animaties bij ‘The Domestication of the Animal World’ van Campion, gemaakt door studenten van de HKU.
- 2009 Five new pieces / Attacca ATT 199989 5 stukken van Roderik de Man door Harrie Starreveld, Harry Sparnaay, René Eckhardt, BRISK Recorder Quartet Amsterdam, Annelie de Man, Silvia Màrquez, Marcel Beekman, het Basho Ensemble en het Gamelan Ensemble Gending. BRISK is hierop te beluisteren met Leonardo’s Flying Machine voor blokfluitkwartet & tape.
- 2009 The Spirit of Venice / Globe 5235 Muziek van Mainerio, Willaert, Courtois, Merulo, Sandrin, Janequin, Gabrieli, De Rore, Bendusi, Erbach en Vivaldi, en nieuwe muziek van Saskia Coolen en Renske Vrolijk.
- 2010 Ich stuend an einem Morgen / Globe 5242 BRISK en Marcel Beekman, tenor. Duitse tenorliederen en instrumentale muziek van Senfl en Isaac.
- 2011 Dutch Diversity / Globe 5250 BRISK en Greetje Bijma, vocals, Guus Janssen, virginaal en Ramon Lormans, slagwerk en marimba. Muziek van Josquin, Isaac, Phalèse, Martini en Ghiselin en nieuw werk van Guus Janssen, Hans Koolmees en Michiel Mensingh.
- 2012 Sweelinck and the art of Variation / Globe 5253 BRISK en Camerata Trajectina. Muziek van Sweelinck en nieuw werk van Klaas de Vries en Daan Manneke.
- 2015 Kadanza / Globe 5261 17 blokfluitcomposities van Willem Wander van Nieuwkerk, geschreven voor en uitgevoerd door Saskia Coolen, BRISK, het Flanders Recorder Quartet, La Fontegara Amsterdam en het Loeki Stardust Quartet.
- 2015 BRISK plays Bach / Globe 5262 Concerti, fuga’s en Choralvorspiele van Bach gecombineerd met nieuw werk van Guus Janssen en Toek Numan.
- 2018 Canção – Music from the Iberian Peninsula / Globe 5268 Muziek van de Anchieta, de Cabézon, Carreira, de Cristo, del Encina, de Escobar, Guerrero, Ortiz, de Peñalosa, Coelho, Vázquez, de Victoria, Montes Capón en Obradors en nieuw werk van Gijs Levelt en Toek Numan.
- 2020 Always about Love / Globe 5275 BRISK en Amaryllis Dieltiens, sopraan. Muziek van Bennet, Nicholson, Tromboncino, Clemens, De Sermisy, Hassler en Britten en nieuw werk van Max Knigge, Hans Koolmees en Walther Stuhlmacher.
- 2021 Four in One / Globe 5283 Muziek van Grimace, Dufay, Obrecht, de Rore, Clemens non Papa, Bach, Brahms en Tsjaikovski en nieuwe composities van Juan Felipe Waller, Calliope Tsoupaki en Rob Zuidam, en Celia Swart.